# Daihatsu Rugger
De Daihatsu Rugger is een terreinwagen van de Japanse autoconstructeur Daihatsu die van 1984 tot 2002 geproduceerd werd. De wagen werd buiten Japan onder verschillende namen op de markt gebracht, waaronder Daihatsu Rocky in Europa en Daihatsu Fourtrak in het Verenigd Koninkrijk. Daarom wordt de wagen vaak aangeduid met zijn modelcode (F70 voor de dieseluitvoering of F80/F90 voor de benzineuitvoeringen).

## Geschiedenis
De Rugger werd in 1984 op de markt gebracht als opvolger van de Daihatsu Taft. De benzineversie werd aangedreven door een 2,0-liter benzinemotor met 87 pk en was beschikbaar met korte wielbasis, verlengde wielbasis of als pick-up. In 1985 verscheen ook een dieselversie. Deze werd aangedreven door een 2,8-liter atmosferische dieselmotor met 78 pk en was eveneens beschikbaar met korte of verlengde wielbasis en als pick-up.
De wagen werd gekenmerkt door zijn robuuste uitvoering met massieve assen, bladveren en een variabel sperdifferentieel op de achteras. Via een reductiekast waren vijf extra lage versnellingen beschikbaar voor gebruik op ruw terrein.
De 2,8-liter dieselmotor werd in 1987 uitgerust met een turbolader waardoor het motorvermogen toenam tot 91 pk. In 1991 werd deze motor verder gemoderniseerd met een intercooler en gewijzigde zuigers waardoor het vermogen verder toenam tot 102 pk. Deze motor bleef in gebruik tot het einde van de productie in 2002. Op de Europese markt was het motorvermogen beperkt tot 98 pk vanwege het gebruik van uitlaatgasrecirculatie om te voldoen aan de geldende wettelijke voorschriften.

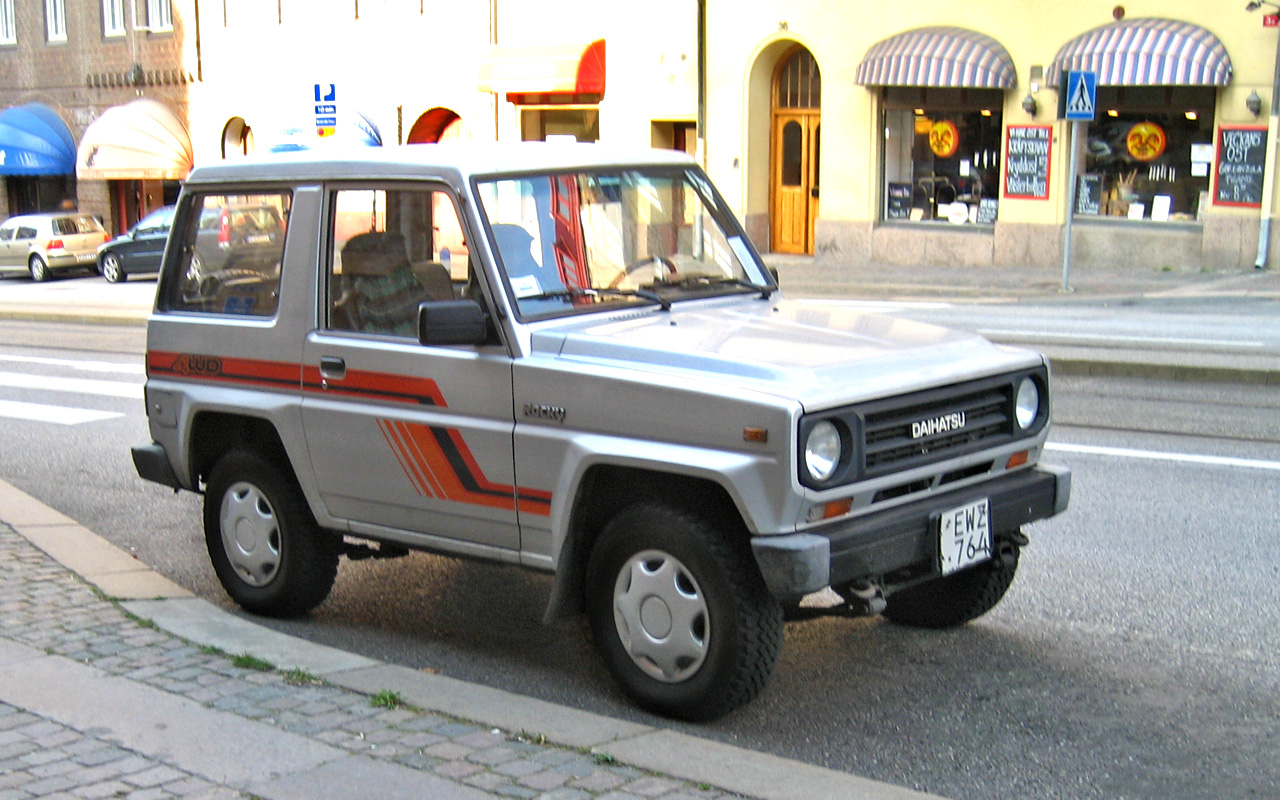
Daihatsu Rocky (F80)
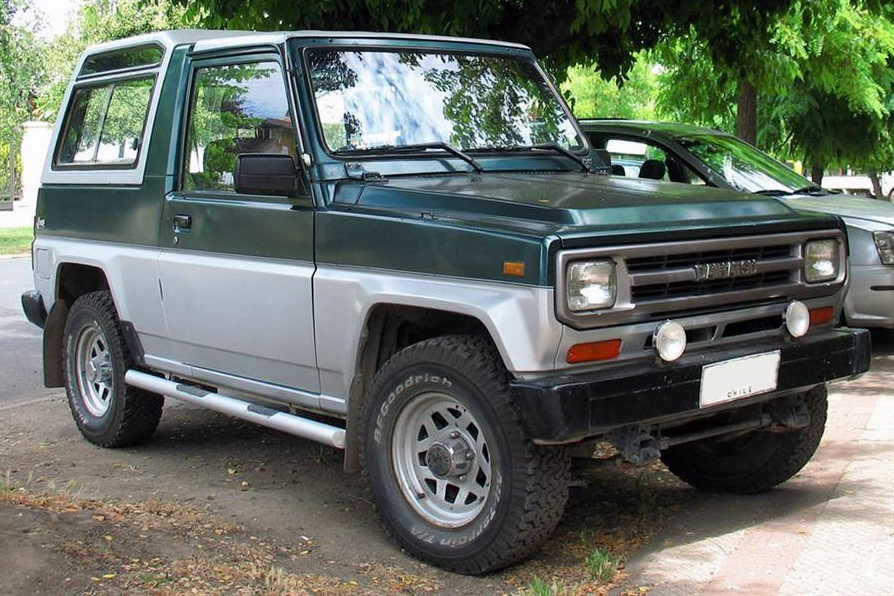
Daihatsu Rocky met verlengde wielbasis (F85)
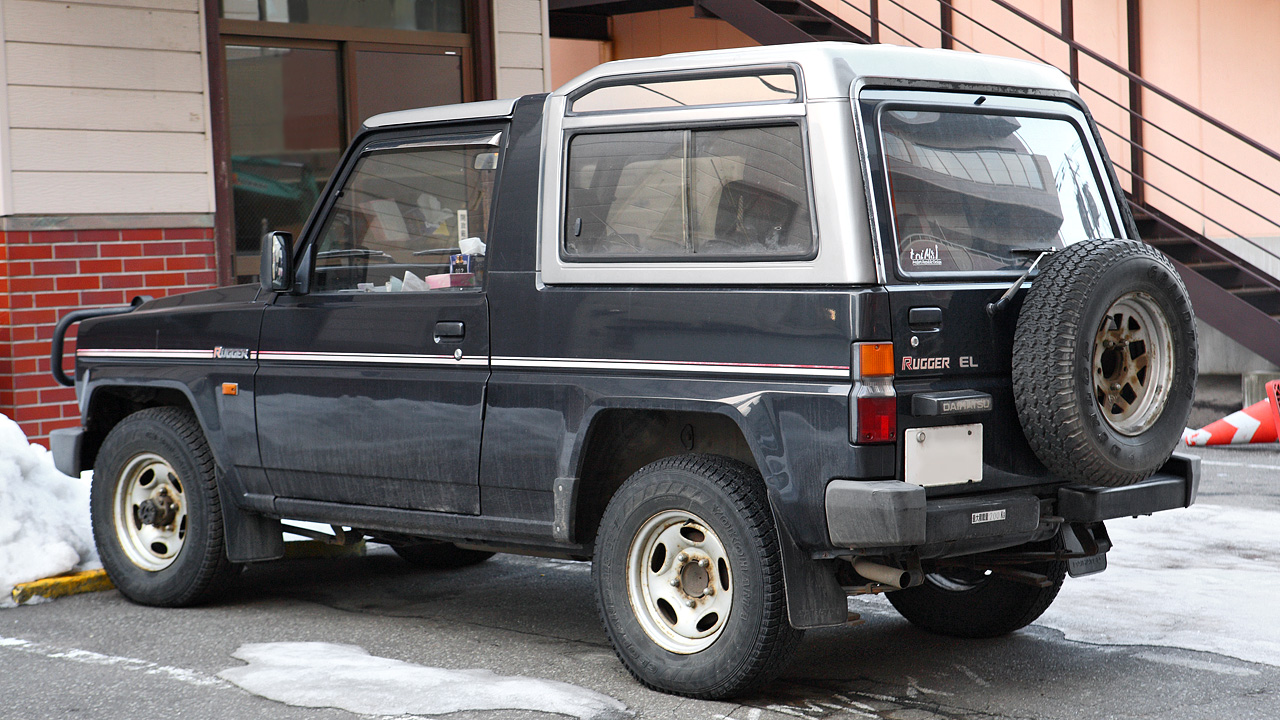
Daihatsu Rugger 2.8 Turbodiesel (F75), achteraanzicht
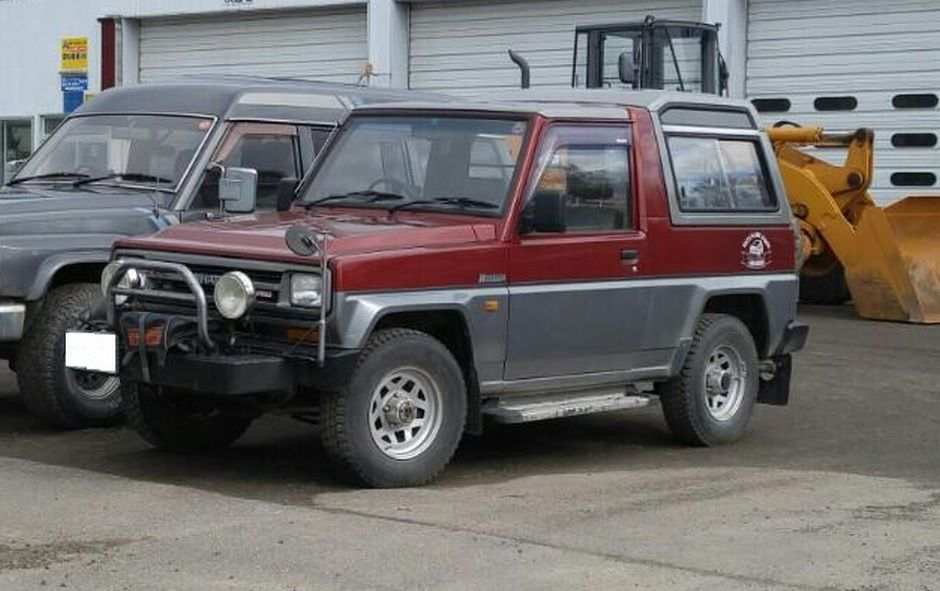
Daihatsu Rugger
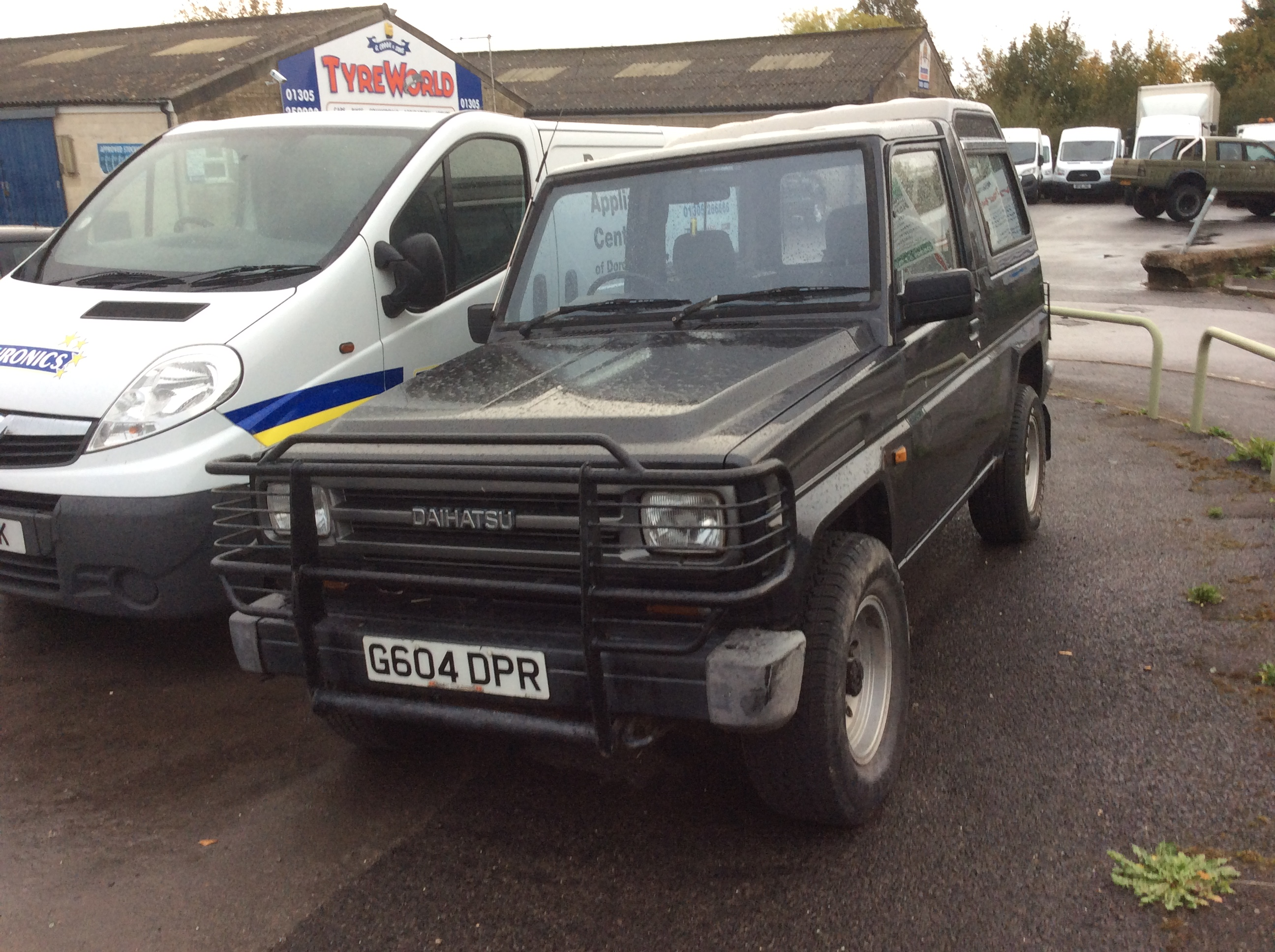
Daihatsu Fourtrak (Verenigd Koninkrijk)
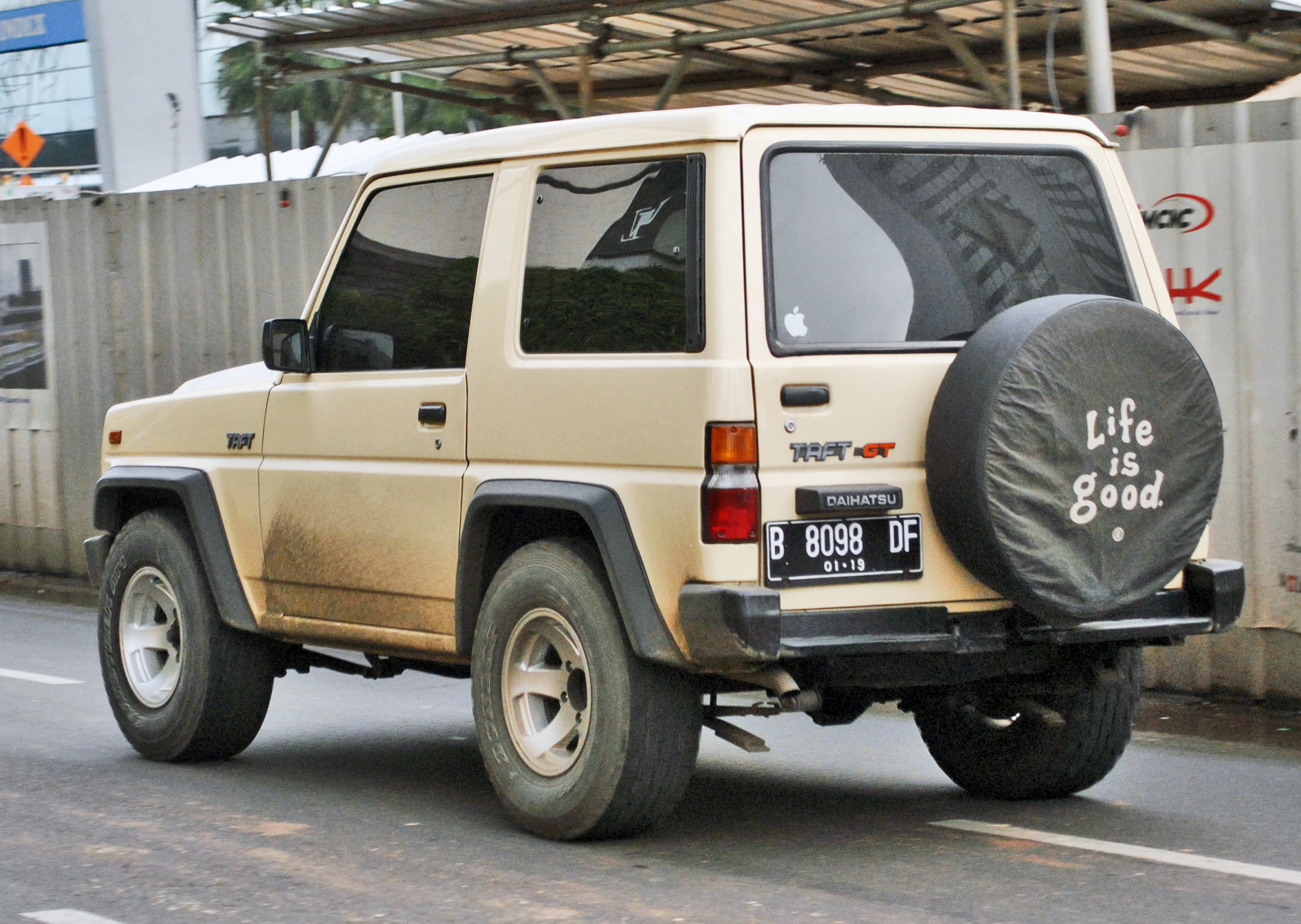
Daihatsu Taft GT (Indonesië)

In 1993 kreeg de wagen een uitgebreide facelift. Naast een gedeeltelijk herziene carrosserie en een nieuw dashboard kreeg de Rugger onafhankelijke wielophanging op de vooras en schoefveren op de achteras. De pick-upversie werd geschrapt. In het Verenigd Koninkrijk was naast de 2,8-liter turbodieselmotor ook een 2,2-liter benzinemotor met 91 pk leverbaar.

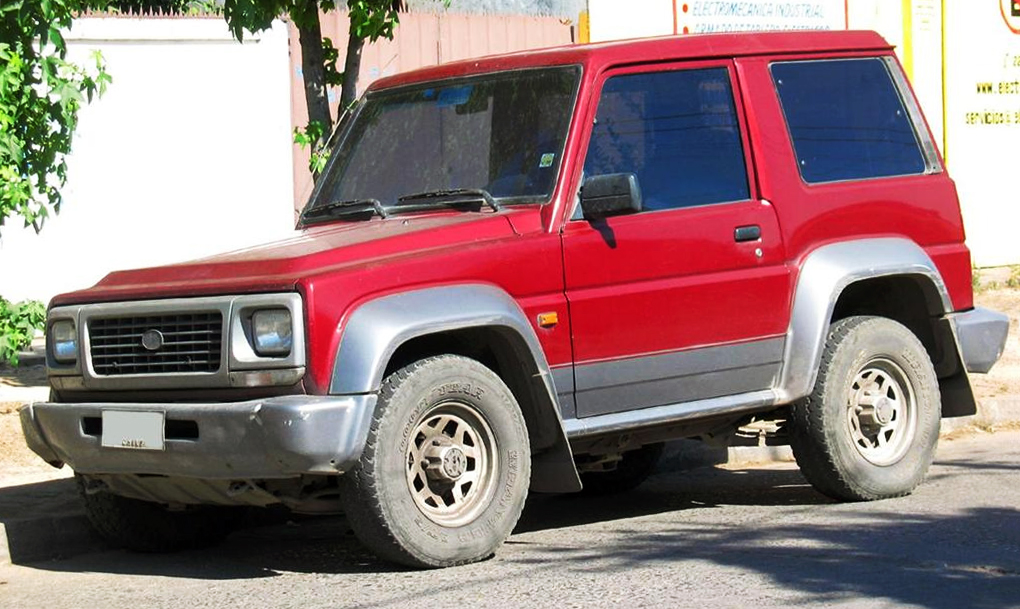
Daihatsu Rocky SE 2.8TD (facelift)
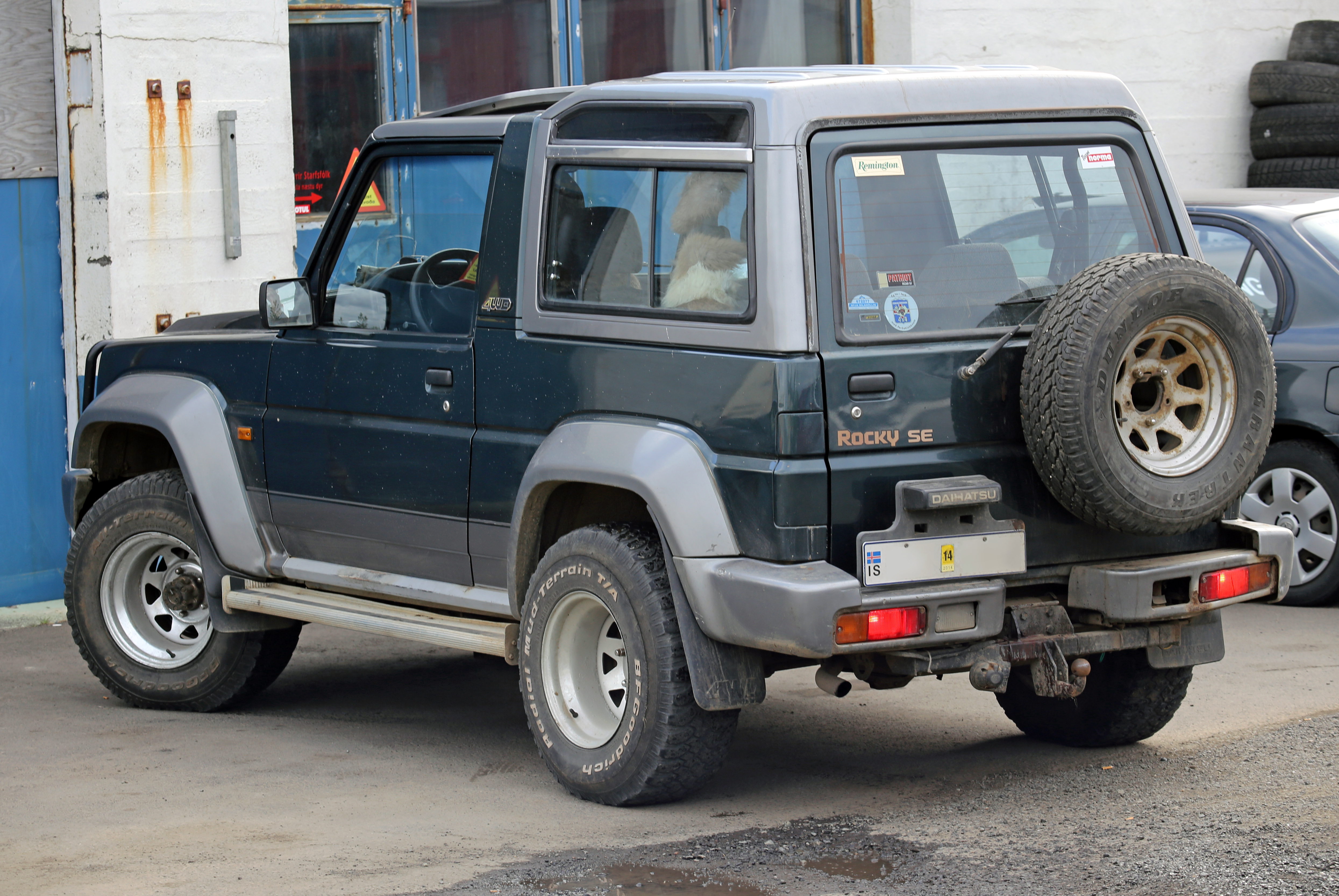
Daihatsu Rocky SE 2.8TD (facelift), achteraanzicht

## Bertone Freeclimber
De Bertone Freeclimber was een goed uitgeruste, luxe terreinwagen die door Bertone geproduceerd werd van 1989 tot 1992. De wagen was gebaseerd op de Daihatsu Rocky, maar had een door Bertone hertekende carrosserie en werd aangedreven door zes-in-lijn-motoren van BMW: een 2,0-liter of een 2,7-liter benzinemotor en een 2,5-liter turbodieselmotor. Bertone bouwde ongeveer 2800 exemplaren. De Freeclimber werd in 1992 opgevolgd door de Bertone Freeclimber II, die gebaseerd was op de kleinere Daihatsu Feroza.

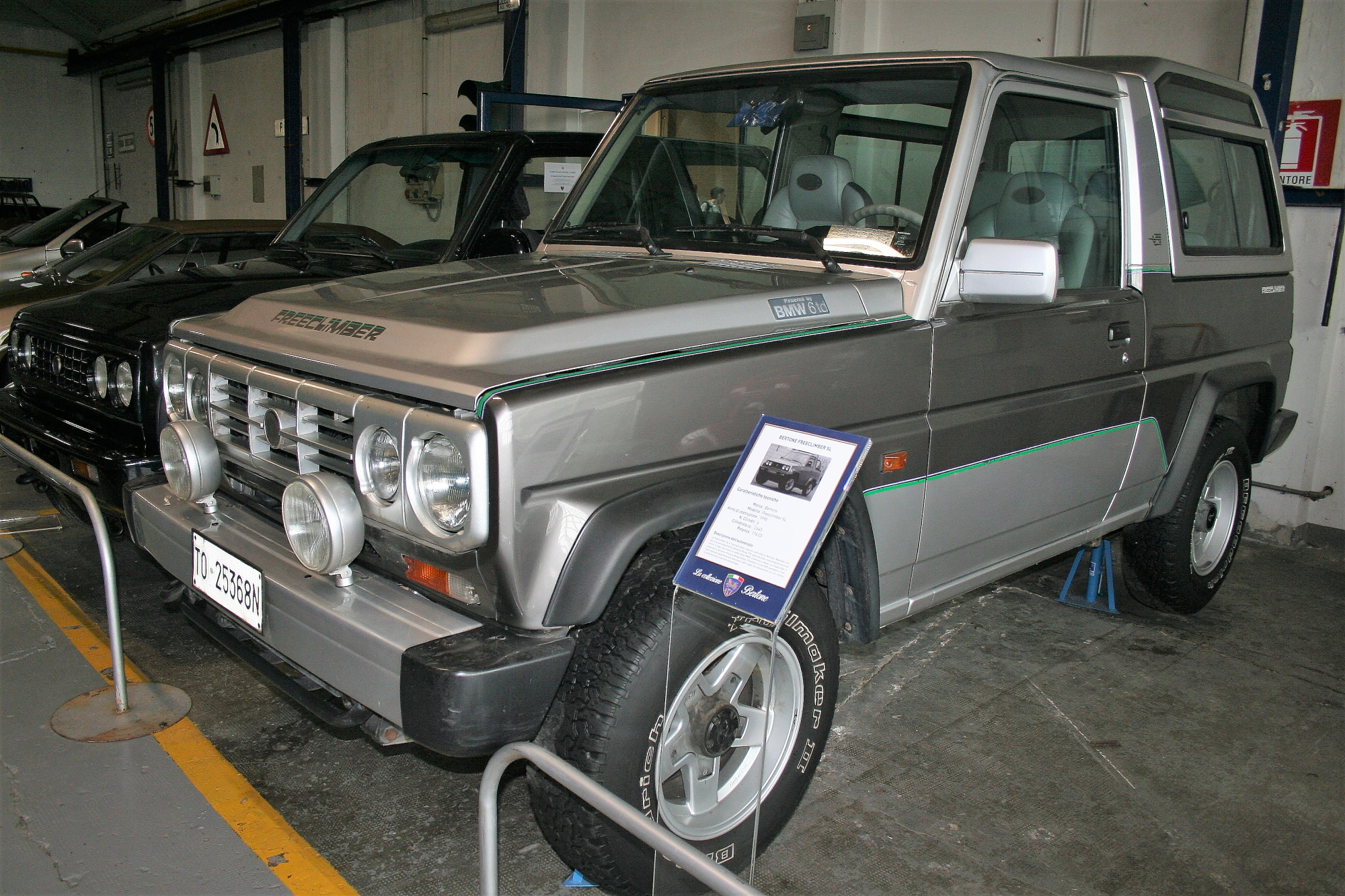
Bertone Freeclimber
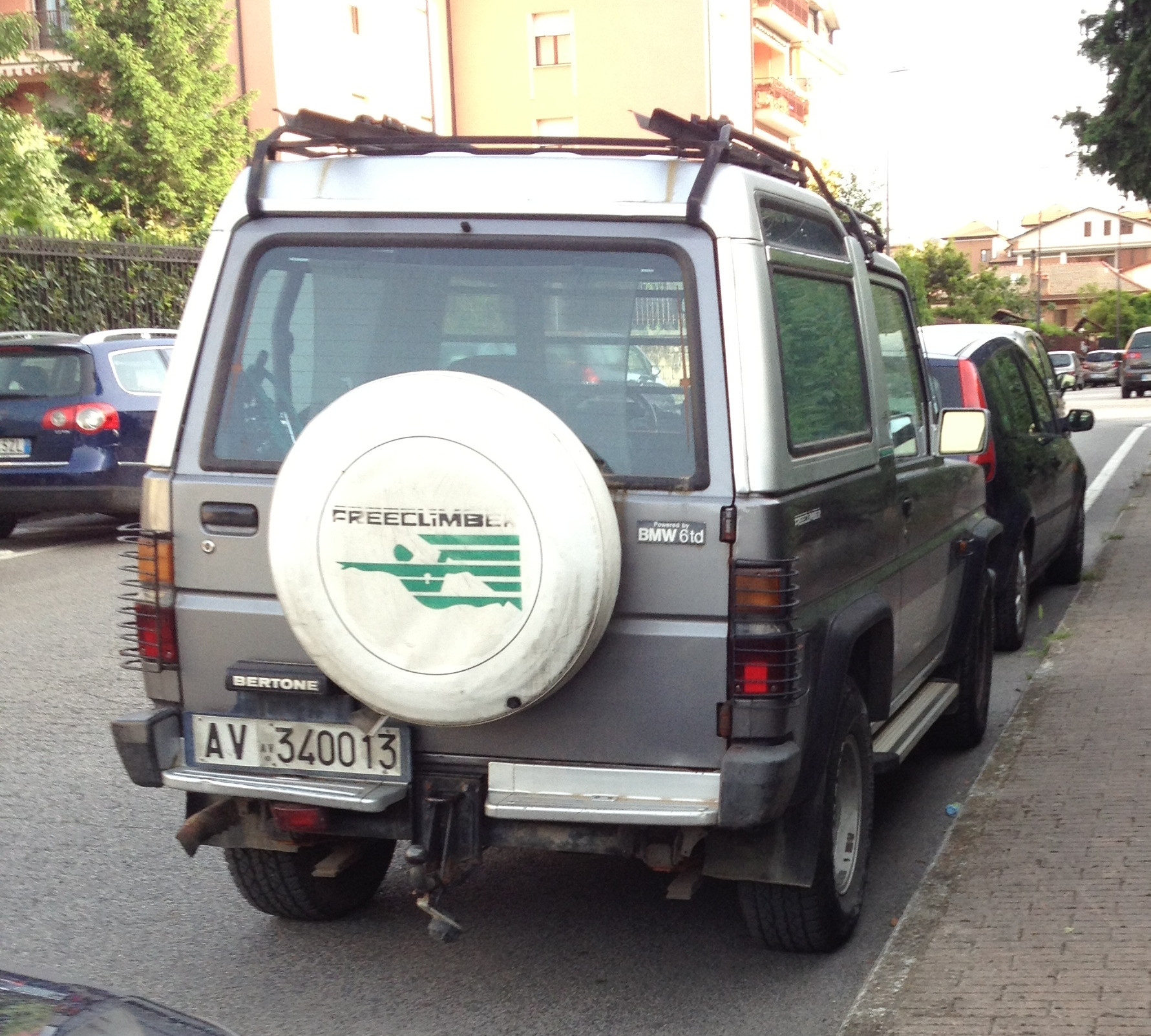
Bertone Freeclimber, achteraanzicht

In productie:
Copen ·
Cuore ·
Hijet ·
Materia ·
Sirion ·
Terios ·
Trevis
Concepts:
Mud Master C
Niet meer in productie:
Applause ·
Charade ·
Charmant ·
Consorte ·
Compagno ·
Fellow ·
Feroza ·
Gran Move ·
Max Cuore ·
Move ·
Rocky ·
Taft ·
Valéra ·
YRV